# Adoretus arrowi
Adoretus arrowi är en skalbaggsart som beskrevs av Frey 1970. Adoretus arrowi ingår i släktet Adoretus och familjen Rutelidae. Inga underarter finns listade i Catalogue of Life.